# 洛西夫卡 (丘胡伊夫區)
50°10′46″N 36°54′13″E / 50.17944°N 36.90361°E
洛西夫卡（烏克蘭語：Лосівка）是位於烏克蘭東部的村莊，由哈爾科夫州丘胡伊夫区的沃夫昌斯克市鎮負責管轄。該村距離烏克蘭斯凱1公里，始建於1670年，面積1.69平方公里，海拔高度119米，2001年人口275。